# Commentaire littéraire au baccalauréat français
Vous lisez un « bon article » labellisé en 2011.
Pour les articles homonymes, voir Commentaire.
Pour un article plus général, voir Épreuve anticipée de français.
 (janvier 2022).

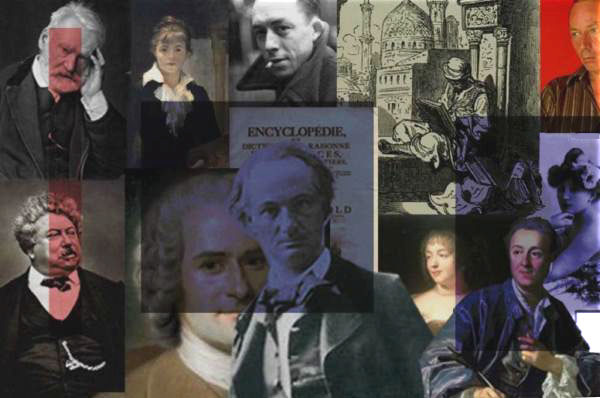
Le commentaire littéraire doit situer le texte étudié au sein de l'histoire de la littérature.

Le commentaire littéraire est un des deux sujets proposés à l'écrit de l'épreuve anticipée de français de l'examen du baccalauréat en France, avec la dissertation. L'épreuve est également pratiquée, dans une dimension davantage stylistique cependant, lors du cursus littéraire en université.
Le commentaire littéraire, anciennement dénommé « commentaire composé » ou « commentaire de texte » est, selon le programme d'enseignement du français de l'Éducation nationale, « le lieu d’expression d’un jugement personnel sur un texte, dans un vocabulaire précis et pertinent qui permet de le caractériser dans sa spécificité ». Il doit faire ressortir la spécificité littéraire de l'extrait étudié, à travers une méthode rigoureuse. L'épreuve est ancienne, même s'il a été surtout institué depuis 1902.
Le commentaire littéraire ne concerne que l'exercice proposé par les programmes du lycée, voie générale et technologique, depuis 1972. Noté sur 20 points, son coefficient est égal à 5 dans le cadre du baccalauréat pour ces deux voies. Le commentaire est une épreuve au choix à l'écrit (commentaire ou dissertation), mais obligatoire à l'oral, sous forme d'explication linéaire, quelle que soit la section d'enseignement.
Tout d'abord, le commentaire nécessite une lecture attentive et analytique de l'extrait proposé. L'élève doit ensuite dégager un projet de lecture (c'est-à-dire une problématique) pertinent et susceptible d'organiser l'étude autour de deux ou trois axes de lecture. Enfin, le travail doit être construit rigoureusement, en se faisant suivre introduction, développement puis conclusion.
L'épreuve du commentaire littéraire sollicite à la fois esprit d'analyse et esprit de synthèse, jugement critique et qualités argumentatives. Toujours liées aux objets d'étude du programme de français, elle valorise une culture littéraire sensible aux techniques grammaticales, lexicales, de versification ou rhétoriques que l'auteur met en jeu dans le texte.

## Cadre
Le commentaire littéraire est l'un des trois sujets proposés à l'écrit de l'épreuve anticipée de français de l'examen du baccalauréat en France depuis 1969, avec la dissertation et, anciennement, l'écriture d'invention ; il est donc au choix à l'écrit mais obligatoire à l'oral,. Il se définit comme : « le lieu d’expression d’un jugement personnel sur un texte, dans un vocabulaire précis et pertinent qui permet de le caractériser dans sa spécificité ». La dénomination de l'épreuve a évolué avec les différents programmes et réformes de l'enseignement du français. Remplaçant l'une des trois formes de l'épreuve de « composition française » en 1969,, elle est d'abord intitulée « commentaire de texte » en 1972, elle devient « commentaire composé » en 2002 puis « commentaire littéraire » depuis 2006. La dénomination de « commentaire de texte » est conservée au sein de l'épreuve de philosophie mais l'exercice est différent : il s'agit d'analyser un ou plusieurs textes sans recourir aux outils de langue. Au Québec, il existe une épreuve similaire, nommée épreuve uniforme de français.
Le commentaire porte obligatoirement sur un texte littéraire, extrait d'un titre étudié au sein du programme (depuis 2006). Toutefois, « Il peut être également proposé au candidat de comparer deux textes ». Par ailleurs, la consigne est toujours accompagnée d'une question d'orientation et ce depuis la réforme de 2002 : « En séries générales, le candidat compose un devoir qui présente de manière organisée ce qu'il a retenu de sa lecture, et justifie son interprétation et ses jugements personnels. En séries technologiques, le sujet est formulé de manière à guider le candidat dans son travail ». La longueur du texte à commenter ne peut dépasser 15 à 25 lignes ou une ou deux pages, en particulier dans le cas du texte théâtral. Succédant aux questions d'observation, la consigne du commentaire est souvent très succincte : « Vous ferez de ce texte un commentaire composé. » La pratique du commentaire littéraire souffre aujourd'hui d'une image réductionniste du texte et de sa valeur littéraire. Jugé techniciste, l'exercice ne permettrait pas une lecture et une interprétation sentimentales de l'extrait pour ses détracteurs.
Enfin, « le commentaire composé est couramment pratiqué du lycée à l'université ainsi que dans les classes préparatoires ». Dans l'enseignement supérieur, en filière littéraire, les étudiants composent en effet des « commentaires stylistiques ».

## Objectifs pédagogiques

### Réinvestissement des objets d'étude
Le « texte » est étymologiquement un « tissu » qui unit et entremêle divers composants linguistiques mais aussi stylistiques ; composants que le commentaire doit présenter. L'objectif premier de l'épreuve est d'évaluer l'apprentissage de tous les outils linguistiques, stylistiques et d'histoire littéraire, au programme au collège puis au lycée. Il s'agit par conséquent d'appliquer ces « objets d'étude » à un texte littéraire afin d'en faire ressortir sa valeur stylistique. La capacité de l'élève à les interpréter selon un contexte précis est également évaluée. Enfin, il permet de mettre en œuvre les capacités tant écrites que de communication (lors de l'épreuve orale surtout) faisant partie du « socle commun de connaissances et de compétences ».
Le commentaire consiste en l'explication d'un texte, pouvant appartenir à n'importe quel genre (théâtre, poésie, roman, article de presse, etc.), à n'importe quel type (argumentatif, polémique, épique, narratif, poétique), ou période littéraire (romantisme, surréalisme, etc.). Le sujet doit toujours être rattaché à l'objet d'étude au programme. Le commentaire est une évaluation certificative, c'est-à-dire qui vise à évaluer la capacité de l'élève à avoir compris et à réutiliser les objets d'étude des programmes, à savoir : les outils de la langue, la clarté de l'expression, la connaissance de l'histoire littéraire, la grammaire et la terminologie de l'analyse littéraire. Les intitulés officiels des objets d'étude sont (depuis la rentrée 2011) :
- en seconde :
  - la comédie et la tragédie au XVIIe: le classicisme
  - genre et forme de l'argumentation au XVIIe et XVIIIe
  - le roman et la nouvelle au XIXe: réalisme et naturalisme
  - la poésie du XIXe au XXe: du romantisme au surréalisme
- en première:
  - Le théâtre du XVIIe siècle au XXIe siècle
  - La poésie du XIXe siècle au XXIe siècle
  - La littérature d'idées du XVIe siècle au XVIIIe siècle
  - Le roman et le récit du Moyen Âge au XXIe siècle

Ces objets d'étude sont obligatoires. « Leur liste constitue un des apports essentiels des nouveaux programmes, qui indiquent ainsi les fondements de la culture nécessaire et partagée des lycéens et futurs citoyens ». 

### Synthèse et analyse
L'épreuve évalue également la capacité personnelle de l'élève à organiser, structurer et expliquer son analyse du texte, tout en cernant les enjeux que celui-ci pose. Le commentaire littéraire se construit donc sur deux démarches antagonistes mais à réunir dans une même production :
1. une démarche analytique : l'élève doit expliquer et expliciter le texte en déterminant les conditions et les caractéristiques de production à travers le relevé puis l'étude des procédés de langues ;
2. une démarche synthétique : il s'agit également d'en définir les grands axes de la réflexion autour de problématiques ou de thèmes relevés, c'est-à-dire autour des « mouvements du texte »[G 1].

Une étude au fil du texte seule est donc proscrite ; le commentaire dit « juxtalinéaire » ne permet pas en effet de mettre en évidence ce qui fait que le texte étudié peut être qualifié de « littéraire ». Selon Marcelle Dietrich, l'« explication de texte par repérage » permet de réunir ces deux démarches, analytiques et synthétiques, ce qui offre une approche authentique du texte.
Le document d'accompagnement aux programmes évoque les enjeux du commentaire littéraire en ces termes : « L’élève est donc invité à analyser et comprendre un texte puis à le caractériser, à proposer un jugement sur ce texte en fonction des caractéristiques essentielles qu’il en a dégagées, et à justifier ce jugement par une argumentation fondée sur les analyses précises qu’il a menées : formation du jugement critique et analyse respectueuse du texte en sont les deux enjeux essentiels. » Le commentaire littéraire se fonde donc sur une méthode propre, permettant d'exploiter des procédés littéraires, susceptibles de mettre en lumière le style de l'auteur, ainsi que les enjeux propres au texte et à son contexte de production. Enfin, l'élève doit faire preuve de neutralité et d'objectivité tant dans son argumentation que dans son écriture. Selon Jacques Vassevière, le commentaire conserve les faveurs des professeurs de français, par rapport à la dissertation, en raison de cette double exigence de méthode.

### Épreuve dépendant des classes et des séries
« Clé de voûte de l'enseignement du français au lycée », la pratique du commentaire n'est acquise qu'en Première ; il est alors le cadre dans lequel peut s'exercer le jugement critique personnel de l'élève. Il doit concerner chaque séquence pédagogique et doit permettre de réinvestir les acquisitions en matière de maîtrise de la langue. La classe de Seconde ne l'aborde qu'à travers « des exercices brefs et fréquents [qui] développent l'écriture d'invention, en même temps qu'ils forment à l'écriture de commentaire et à la dissertation ».
Toutefois, l'épreuve varie selon les séries d'enseignement. Pour les séries technologiques, « le libellé du commentaire prend la forme de deux (voire trois) questions qui orientent et balisent un « parcours de lecture » ». Contrairement au commentaire littéraire demandé aux séries générales, « il n’est pas nécessaire d’exiger du candidat la rédaction de transitions, d’une introduction et d’une conclusion canoniques », même si la cohérence du propos est attendue. Dans les séries générales, « le commentaire peut prendre des formes d’organisation variées : plan en deux ou trois parties, ou élaboration plus souple d’un mouvement qui épouse la construction du sens ». La classe de Terminale littéraire est la seule de ce niveau à continuer la production de commentaires littéraires, dans une démarche d'approfondissement.

### Attitude et capacités
La pratique du commentaire littéraire « laisse apparaître le désarroi devant un exercice vécu comme complexe et pour lequel on renoncerait à envisager un apprentissage progressif. » Bertrand Daunay explique cela par l'absence, sur le marché des manuels scolaires d’ouvrages destinés à aider l'élève. À cette absence s'oppose l'inflation des annales, d'autant plus que l'exercice mobilise plusieurs attitudes et capacités de l'élève. L'appropriation d’une culture large, l’amélioration des compétences d’écriture, l'importance d'une réflexion plus vaste que celle purement scolaire sur le rôle de la littérature dans l’apprentissage du français et la maîtrise du métalangage dans le perfectionnement de l’écriture et de l'analyse sont autant de compétences à investir dans l'exercice-épreuve. Celles-ci sont cependant peu étudiées par la psychologie scolaire, hormis par Isabelle Delcambre et B Veck. L'exercice permet également à l'élève de se bâtir une compétence de lecture experte, et, selon Bertrand Daunay, il permet de « l’amener à se constituer peu à peu une image de lecteur, [et de] briser avec la représentation qu’il peut avoir de la lecture, de la lecture à l’école, de la lecture scolaire. » Les savoirs à investir sont de deux catégories : les « disciplines du texte » (linguistique, rhétorique, stylistique, sémiotique, poétique) et l'histoire littéraire (ainsi que les sciences humaines ou l'histoire, plus généralement), alors que les savoir-faire sont avant tout rédactionnels.
Des capacités secondaires mais importantes sont activées au sein de cet exercice. Loin d'être le signe d'une incapacité à analyser le texte, la paraphrase, lorsqu'elle consiste en « la fusion du texte commenté dans le commentaire et qui se réalise par la reprise (non marquée) dans le commentaire d’éléments textuels du texte-source » (ce que Bertrand Daunay nomme la « détextualité »), indique une capacité à comprendre le texte. Sur ce point, les exercices du commentaire et du résumé relèvent du même genre, car ils réalisent la même activité. L’apprentissage du commentaire de texte offre enfin une réflexion plus globale à l'élève confronté au texte. Il lui permet en effet d'investir le « bien littéraire », qui, selon Yves Reuter « n’est ni le texte, ni le commentaire mais le rapport texte-commentaire, lui-même intégré dans un champ spécifique et des institutions qui lui sont liées ». Ainsi, le texte littéraire, souvent classique, est désacralisé par l'intermédiaire de l'exercice du commentaire, et l'élève peut prendre une distance critique vis-à-vis de ce dernier. D'autres compétences transférables en français sont permises dans l'exercice du commentaire littéraire, comme la capacité pour l'élève de nommer une difficulté dans la manipulation du texte, ou la reconnaissance de critères génériques. Pour Isabelle Delcambre, l'opération de mise en relation de ces divers savoirs (notions) et savoir-faire est spécifique au commentaire littéraire.

## Évaluation

### Épreuve écrite
Le commentaire littéraire est une épreuve au choix à l'écrit d'une durée de 4 heures et qui est noté sur 20 points, le coefficient étant égal à 5. Les critères d'évaluation sont liés, outre la maîtrise de la langue et de l'argumentation, à une lecture personnelle pertinente, une composition efficace et une sensibilité au texte démontrée. Plus précisément, l'épreuve permet d'évaluer les critères suivants :
- compréhension des niveaux essentiels du texte (syntaxiques et textuels) ;
- interprétation fondée sur une observation méthodique ;
- mobilisation, pour éclairer le texte, des connaissances liées à l’objet d’étude ;
- principe d’organisation cohérent ;
- lisibilité, correction de l’expression et de l’orthographe.

De 2002 jusqu'en 2021, l'épreuve anticipée de français porte à l'écrit sur un corpus de 3 ou 4 textes (éventuellement sur une œuvre intégrale brève), parfois accompagnés par un document iconographique.

### Épreuve orale
À l'oral de l'épreuve anticipée de français (« EAF ») pour toutes les sections, y compris celle du baccalauréat de littérature pour la classe littéraire, le commentaire littéraire est une épreuve obligatoire avant l'évaluation, en plus de la compréhension et de l'analyse de texte, sur les capacités de communication verbales de l'élève. À ce titre, la grille de notation utilisée par les enseignants se fonde d'une part sur la lecture méthodique du texte et son étude analytique, d'autre part sur l'entretien en lui-même. La durée de l'entretien est de 20 minutes et celle de la préparation de 30 minutes. Le coefficient est de 2 et ce pour toutes les séries générales et technologiques ST2S et STG mais il est de 1 dans les séries STI et STL. L'exposé et l'entretien sont tous les deux notés sur 10 et s'ajoutent pour, ainsi, former une note sur 20.
Comme à l'écrit, le commentaire littéraire consiste en une explication de texte qui est choisie soit dans un descriptif de lecture, soit dans les groupements de textes étudiés dans l'année et que l'élève a étudiés en classe.
Par conséquent trois possibilités sont offertes à l'examinateur, qui reste seul décideur :
1. « interroger sur un texte ou un extrait de texte figurant dans un des groupements de textes » ;
2. « interroger sur un extrait - ayant fait l'objet d'une explication en classe - tiré d'une des œuvres intégrales étudiées en lecture analytique » ;
3. « interroger sur un extrait - n'ayant pas fait l'objet d'une explication en classe - tiré d'une des œuvres intégrales étudiées en lecture analytique ».

Néanmoins, le niveau d'exigence est moindre qu'à l'écrit, en raison du temps imparti et en raison de la seconde partie de l'épreuve, qui consiste en un entretien semi-directif. En général, le texte proposé n'excède pas 15 à 20 lignes mais peut être plus long en cas d'extrait théâtral. L'oral s'organise autour de la question posée par l'examinateur et qui permet à l'élève d'orienter son axe de lecture. Il ne peut y avoir des explications de textes sur les lectures cursives (textes en complément qui servent lors de l'entretien), et, dans le cas d'une œuvre complète, il peut être proposé n'importe quel extrait. Il est impératif que l'élève tienne compte de la question posée et qu'il propose des axes de lecture en conséquence. La grille de notation comprend l'évaluation des qualités d'expression et de communication du candidat, celles de réflexion et d'analyse et enfin ses connaissances, ces trois domaines étant évalués deux fois, lors de l'exposé de texte puis lors de l'entretien,. Enfin, il existe des aménagements particuliers pour les candidats redoublants ou provenant d'établissements hors-contrats.

## Origine et évolution

### Origine de l'exercice: rhétorique et scolastique

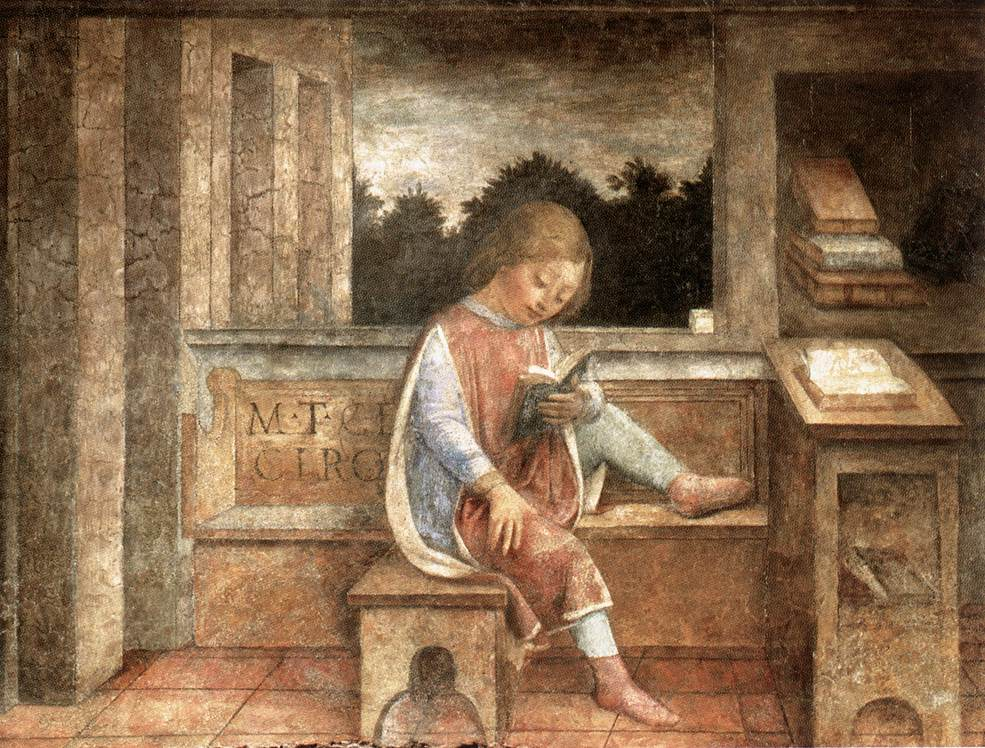
Le jeune Cicéron lisant, fresque de Vincenzo Foppa de Brescia, datée vers 1464.

L'exercice du commentaire littéraire apparaît avec la réforme éducative de 1880 ; depuis, il connaît un développement croissant pour devenir l'une des trois épreuves majeures de l'écrit du baccalauréat de français.
Il existe cependant des épreuves similaires et plus anciennes. Selon Bertrand Daunay et Bernard Veck, « sous sa forme scolaire, le commentaire est l'aboutissement d'une très ancienne lignée que l'on peut repérer dès l'époque hellénistique, où l'on commente Homère aussi bien à l'école que dans les cercles savants, stoïciens notamment ». Les exercices préparatoires de la rhétorique grecque (« progymnasmata ») puis romaine (« declamationes »), qui permettent d'évaluer les capacités d'analyse et de synthèse des élèves, sont en effet des précédents de l'épreuve du commentaire littéraire. Depuis le Moyen Âge, l'objet de l'enseignement est la rhétorique, les élèves devant produire un texte en imitant un auteur latin ou grec, rarement français cependant. La technique du quaestiones limite l'analyse à un court extrait ou à une seule proposition.
L'étude critique et analytique est cependant inexistante jusqu'au XIXe siècle. Une tradition juive, celle des commentaires bibliques est également à prendre en compte. Selon Bertrand Daunay et Bernard Veck, la rencontre de ces deux traditions exégétiques s'opère à Alexandrie et donne naissance à la scolastique médiévale, souvent considérée comme prenant les écrits d'Aristote, à la suite de Thomas d'Aquin, pour objets de commentaires.
L'humanisme fonde par la suite le commentaire philologique moderne, avec, notamment, le Commentaire sur les Amours de Ronsard (1553) de Marc Antoine Muret qui écrit ainsi l'un des premiers commentaires, en France, portant sur une œuvre littéraire profane et tranchant véritablement avec les exégèses précédentes.

### Inauguration en 1884
Les épreuves écrites du baccalauréat sont inaugurées en 1830, et définitivement adoptées par la circulaire de Victor Cousin, adressée aux recteurs le 8 mai 1840, qui recommande d’introduire, dans l’épreuve orale de l’explication, « un certain nombre de textes des classiques français, en prose et en vers, qui pourraient être analysés sous le rapport littéraire et même grammatical (...) ». Avec cette circulaire, la classe de rhétorique ne devient plus fondamentale, et elle disparaît de fait en 1902. La réforme de 1854 entérine définitivement l’explication des auteurs français, l'Instruction publique s'apercevant que les élèves ont une mauvaise compréhension des textes classiques. Les professeurs doivent dès lors expliquer les textes français afin d'éviter les contre-sens, ce qui passe par une lecture attentive et une explication des moyens stylistiques et grammaticaux mis en œuvre. Par cette épreuve, les deux traditions, celle de l'explication de texte orale, et celle du commentaire écrit (provenant de la scolastique médiévale), sont réunies.
L'exercice oral apparaît en 1874. Le tournant dans l'enseignement français est celui des années 1880 quand, note Michel Leroy, « la République fonde l’école sur le sentiment patriotique », par la réforme éducative de 1880. Il ajoute : « Au discours latin, exercice canonique auquel préparaient les classes de grammaire, d’humanités, de poésie et de rhétorique, en une gradation légitimée par une longue tradition, se substituent la composition française et l’explication de textes français ». Les listes d’auteurs classiques sont ainsi constituées jusqu'à aujourd'hui.

### Création et précision de l'épreuve (1884-1969)

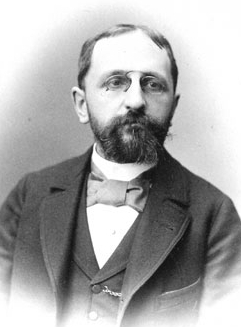
Gustave Lanson.

L'épreuve du commentaire de texte concurrence celle de la composition littéraire, au XIXe siècle. Annoncé par Charles Thurot, dans son enseignement à l’École normale des années 1870, par les manuels d’Augustin Gazier (en 1880) et de Gustave Allais (en 1884) puis par les campagnes de Ferdinand Brunot et de Gustave Lanson (Études pratiques de composition française, 1898), le commentaire de texte est expressément proposé par le critique littéraire Ferdinand Brunetière en 1899 comme un exercice permettant d'acquérir réellement la connaissance de l'histoire et des genres littéraires alors que Dubrulle publie en 1910 un ouvrage didactique sur ce qui s'intitule alors « l'explication de texte », épreuve qui persiste sous sa forme classique jusqu'en 1972. Dubrulle propose déjà une méthode précise pour analyser le texte, méthode qui débute par la lecture à haute voix du texte, qui continue par sa contextualisation historique et sociale, puis qui se termine par une explication technique. Gustave Lanson, quant à lui, est le premier à voir dans le commentaire de texte un exercice sur le discours métatextuel. L'épreuve scolaire se fonde sur cette nouvelle approche épistémologique, permise par Lanson.
Le second tournant a lieu avec la réforme de 1902. Avec la modernisation des programmes d’auteurs apparaît en effet une nouvelle discipline, l’« explication de texte français », qui « devient à partir de 1902 le principal exercice de la classe, de toutes les classes », aux côtés de la composition, devenue la « dissertation » française. L'explication de texte se concentre sur le style de l'écrivain ainsi que sur son traitement des thèmes, et peu sur les outils de langue.
Le commentaire de texte, qui doit être « composé », remplace l'une des trois formes de l'épreuve de « composition française » en 1969. C’est en effet cette année-là que les exercices du baccaulauréat sont progressivement restreints, pour aboutir à trois sujets. Auparavant, le commentaire fait partie du « premier sujet », exercice double, à la fois épreuve de résumé ou d'analyse/discussion, et épreuve de commentaire de texte. Deux autres sujets sont également possibles au baccalauréat : « une dissertation sur un thème littéraire ; une dissertation sur « un thème intellectuel, moral. » Au sein de cette nouvelle définition de l'exercice-épreuve, le commentaire littéraire devient une « activité métatextuelle ». Selon Bertrand Daunay et Bernard Veck, l'épreuve, dès 1970, réunit définitivement les exigences anciennes de l'explication orale et du commentaire écrit : l'« importance de rendre compte d'un texte dans son déroulement » d'une part, la rigueur de la construction destinée à « faire apparaître méthodiquement les éléments d'intérêts que le candidat découvre dans la page proposée » d'autre part.

### Dans l'enseignement actuel (depuis 1972)
Le commentaire littéraire n'est présent au baccalauréat dans sa forme et son cadre actuels que depuis 1972. Il s'agit de la confrontation de deux textes proposés d'abord, puis sous forme de commentaire composé d'un extrait unique ensuite. L'analyse doit prendre en compte les outils de langue ainsi que les procédés stylistiques. Le commentaire souffre dès le début de la concurrence de l'épreuve de dissertation : « Le commentaire de texte, accompagné d’un libellé qui indique la méthode à suivre, ne sera vraiment proposé qu’à partir de 1902. La dissertation l’emporte sur les descriptions et narrations, les discours et les commentaires. Les sujets proprement littéraires éclipsent peu à peu les sujets historiques et moraux. » L'exercice du commentaire témoigne donc de l'évolution de l'enseignement du français qui peut se voir comme : « L’évolution d’une pédagogie de l’imitation à une pédagogie du commentaire » selon Michel Leroy. Cependant, c'est « dès 1970 que le commentaire est séparé du résumé, sans explication particulière de cette scission ». S’opère alors peu à « une rigidification générique » selon Bertrand Daunay. Puis, c'est par la consigne de la circulaire de 1983 que le terme « commentaire composé » apparaît pour la première fois. La même année, une note de service, précise que les principes des épreuves écrites du baccalauréat et pose la spécificité de chaque exercice. L'introduction, dans les programmes de 1987 de la lecture méthodique, renforce la spécificité littéraire et interprétative de l'épreuve. Les programmes les plus récents les réaffirment, en parlant par contre de lecture analytique.
Selon Bertrand Daunay, « une dichotomie est clairement marquée entre écriture d’invention et écriture métatextuelle », c'est-à-dire celle du commentaire littéraire. Cette dichotomie regroupe la double opposition entre culture rhétorique et culture de commentaire et entre écriture métatextuelle et écriture hypertextuelle. Le commentaire est, selon mes mots mêmes de l'Accompagnement aux programmes de 2001, un exercice appartenant « au domaine du discours critique sur la littérature ». L'exercice du commentaire souffre de la concurrence de l'écriture d'invention, activité moins normée et plus libre et même si ces deux épreuves sont proches l'une de l'autre, dans la mobilisation des savoirs et savoir-faire. Il existe ainsi un « continuum entre écriture d’invention et écriture métatextuelle ».
Par ailleurs, l'exercice regroupe plusieurs activités et plusieurs variations formelles. Pour Bertrand Daunay, on peut parler de genre, car « ce sont les prescriptions (et non les réalisations) qui construisent petit à petit le genre » du commentaire littéraire, non plus comme simple exercice scolaire, mais bien production unique. Revenant sur l'histoire du commentaire littéraire dans l'enseignement du français et des Lettres, Bertrand Daunay remarque que deux choses varient dans sa définition. Tout d'abord, les caractéristiques linguistiques, textuelles ou discursives ne sont pas toujours très clairement identifiées par les textes officiels. D'autre part, les caractéristiques cognitives sont celles qui ont le plus évolué entre les diverses explications de l'épreuve. Cette évolution est à mettre en parallèle avec celle de la pratique de la lecture dans le système français, pratique remodelée depuis 1969 également.

## Procédés littéraires à réinvestir dans l'épreuve

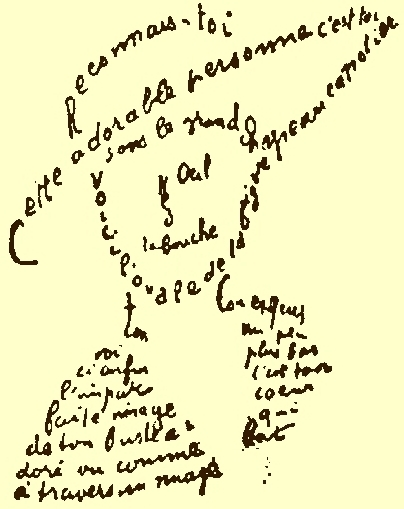
Les ressources stylistiques et figuratives du texte doivent être exploitées dans l'épreuve du commentaire littéraire (calligramme de Guillaume Apollinaire).

### Maîtriser l'analyse littéraire
Les axes du commentaire reposent sur des thèses ou idées déterminées à sa lecture. Ces idées reposent elles-mêmes sur des arguments renvoyant à des procédés littéraires et d'écriture propres au texte à commenter et étudiés en classe. S'agissant à ce niveau d'une analyse littéraire, il est important d'utiliser à bon escient le vocabulaire et la terminologie adéquats, en recourant à une palette de synonymes et en usant d'adjectifs précis, par le recours, notamment, au lexique des sentiments ainsi qu'à celui de l'abstraction. Par exemple, le nom des figures de style est à connaître, toute correction se fondant en partie sur la connaissance et du nom et de la fonction des procédés au programme. Ces manipulations de procédés divers (grammaticaux, lexicaux, stylistiques, linguistiques, etc.) et la nécessité d'établir et d'identifier des relations entre phénomènes textuels de niveaux linguistiques divers constituent la difficulté didactique de l'épreuve du commentaire littéraire.
Un commentaire littéraire met donc en œuvre des « instruments d'analyse » à réinvestir obligatoirement, selon la spécificité du texte à analyser, et selon la section d'enseignement suivie. L'utilisation d'une méthode précise, fondée, par exemple, sur le recours à un classement par tableaux, ou sur l'usage de couleurs, permet d'améliorer l'analyse du texte.

### Éléments lexicaux
L'étude d'un texte se fonde sur un ensemble d'outils linguistiques aptes à en faire ressortir le style et l'originalité. L'étude des champs lexicaux et des champs sémantiques est fondamentale, afin de mettre en lumière les thèmes du passage, à travers notamment des isotopies littéraires. Le jeu sur la polysémie ou la paronymie permet également des mises en perspective sémantiques. L'étude des adjectifs qualificatifs (mélioratifs ou dépréciatifs) et ceux trahissant le cadre énonciatif (les adjectifs axiologiques notamment) est capitale.
L'étymologie est également à repérer, bien que cet aspect requière une connaissance approfondie de l'évolution de la langue que les latinistes sont souvent les seuls aptes à mettre en pratique. L'étude de l'énonciation est de plus en plus requise dans les programmes. Elle concerne les modalités par lesquelles l'auteur se présente au sein de son texte et en fait un objet de communication. L'étude du discours et des actes de paroles (discours rapporté, discours indirect libre, discours indirect et discours direct est capitale dans le cas d'un récit alternant dialogue et narration. L'étude enfin des registres et des tonalités littéraires de la langue employés dans le texte (comique, lyrique, épique, fantastique, etc.) permet de relier le texte à un genre et un courant littéraire au programme.

### Éléments syntaxiques et stylistiques
Le repérage au brouillon a permis de mettre en lumière les sujets des phrases, le jeu des compléments (COD, COI, COS) et la nature des verbes utilisés par l'auteur (verbe d'action, de mouvement, de perception, d'état, attributifs). Les coordonnants doivent être identifiés (conjonctions de coordination, conjonctions de subordination ou locutions conjonctives) car ils dévoilent la progression logique du texte, surtout dans le cas d'un extrait argumentatif.
L'auteur met en œuvre un ensemble de procédés formels déterminant son style et permettant de mettre en relief ses idées et ses thèmes. Les figures de style et de rhétorique permettent de déterminer les effets que l'auteur cherche à produire chez le lecteur. L'étude des points de vue de la focalisation permet de montrer comment l'auteur (ou le narrateur) s'implique et dynamise son texte. L'étude de l'argumentation, objet d'étude stratégique dans les programmes, doit se faire par la mise en lumière des registres littéraires et du contexte externe de production.

### Éléments rythmiques et prosodiques
Très présents dans l'analyse de poèmes, les procédés rythmiques et prosodiques existent néanmoins dans les textes de prose. Les relever permet d'expliciter la dynamique interne du passage, sa force et son originalité en tant qu'objet littéraire et culturel. La versification doit être précise : comptage des syllabes puis des pieds, cas des hiatus, césure, hémistiche, rejet, contre-rejet et enjambement sont autant d'éléments à prendre en compte pour rattacher l'extrait à un genre ou un mouvement littéraire particuliers.
L'étude des figures de style propres au rythme poétique : allitérations, assonances notamment, parmi les figures au programme. L'étude de la ponctuation et de la typographie (paragraphes, strophes poétiques). L'étude de la versification, propre aux poèmes, et qui se fonde avant tout sur la détermination du type poétique (sonnet, rondeau, ballade, etc.) et du type de mètres (alexandrin, octosyllabe, etc.). L'étude des rimes (alternées, croisées ou plates) et éventuellement des graphismes pour le cas des poèmes-image (calligrammes par exemple) est également à compléter. L'étude de la prosodie permet de rendre compte du souffle propre au texte (notions de période et de cadence).

## Enjeux

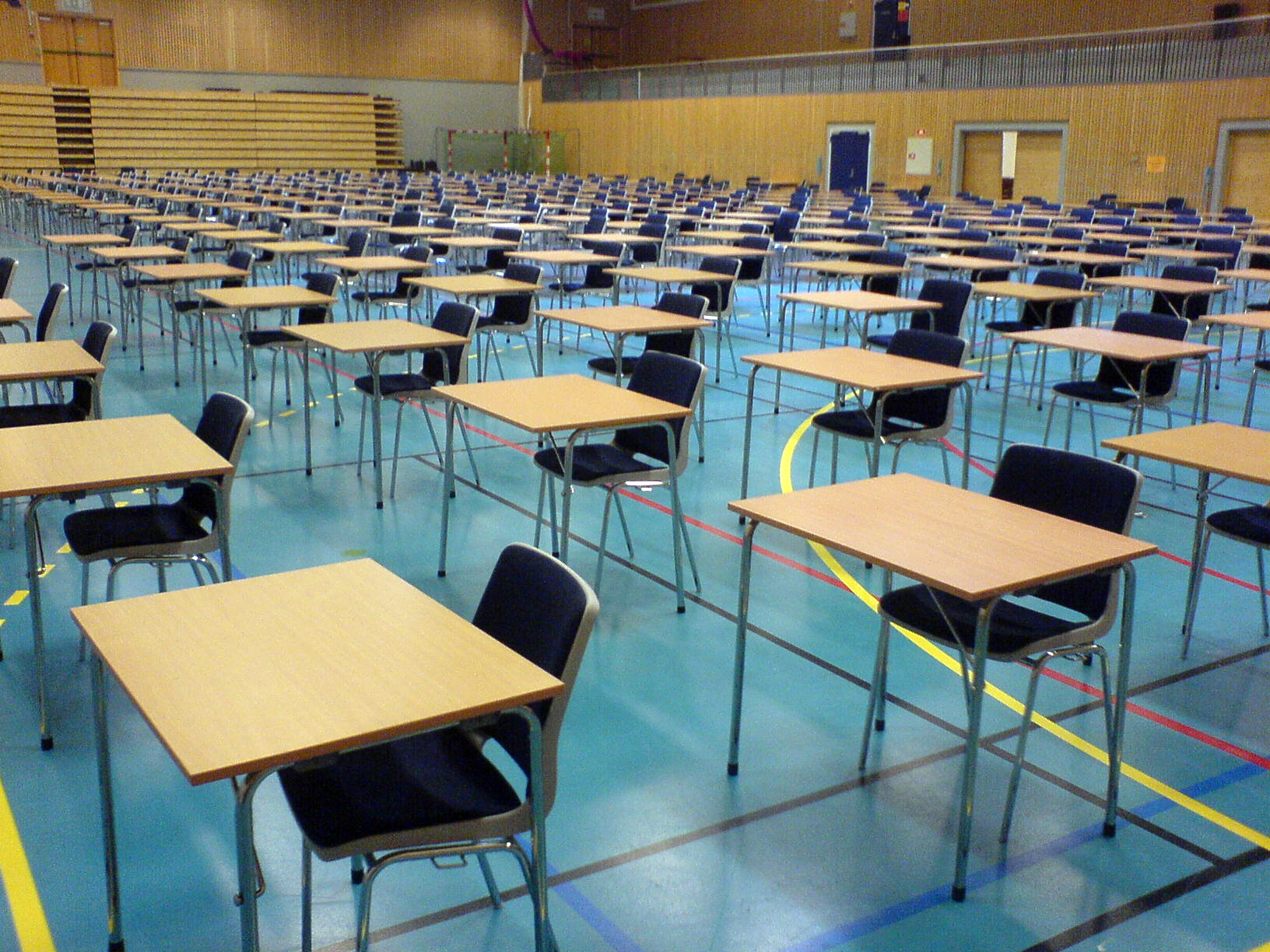
Une salle d'examen.

Le commentaire doit faire ressortir la compréhension des problématiques spécifiques au texte étudié. Définir les enjeux — ou « axes de lecture » — permet de déterminer le type de plan. Néanmoins suivre le texte ne suffit pas : il faut également mettre en œuvre sa propre culture générale afin d'étoffer l'étude, faire preuve de qualités argumentatives et réinvestir les objets d'étude du programme.

### Exploration du texte et stratégies de lecture/écriture
Le commentaire littéraire envisage un double enjeu didactique : il s'agit d'une épreuve investissant à la fois l'écriture et la lecture. À propos de l’écriture de commentaires littéraires au lycée, Dominique Bucheton identifie quatre postures d’écriture, qu'il nomme les « conduites de commentaire », à savoir : « l’impossible décollage », « l'exploration en franc-tireur », « l’élève appliqué » et « la distance et l'intégration maximale ». L’exercice du commentaire étant à dimension métatextuelle, les stratégies d'écriture et de lecture sont intimement liées. L'enjeu en termes d'apprentissage est, sur ce point, l'acquisition par l'élève d'une « image scripturale », notion qui « renvoie aux relations étroites entre les deux activités, et à la grande difficulté, parfois, notamment dans l’analyse d’écrits métatextuels comme les commentaires, de déceler si ce qu’on analyse est de l’ordre de l’écriture ou de la mise en scène de pratiques de lecture et de rapports au texte lu ». Cette image scripturale englobe la réception du texte, ainsi que les connaissances culturelles de l'élève.
La compréhension du texte, par une lecture attentive et analytique, « fondée sur la rigueur et la rationalité d'une observation positive », est centrale dans l'épreuve. Au sein de la discipline d'enseignement des Lettres, le commentaire littéraire constitue un « mode original de saisie et d'appropriation du texte, par prélèvements (citations) soumis à une étude raisonnée, dont l'objectif est finalement de rendre compte d'une lecture « littéraire » du texte. »

### Argumentation et formation de la pensée critique
L'« étude de l’argumentation et des effets sur les destinataires » est au cœur du programme de littérature avec, comme pendant, la formation d'un jugement critique. La circulaire précisant le programme de 2006 ajoute que la maîtrise des principales formes de l’argumentation (et notamment de la délibération) est plus précisément l'enjeu des classes de Première et de Terminale, toutes séries confondues,.
Le commentaire ne doit cependant pas se contenter d'être un catalogue de savoirs acquis en classe. L'élève doit aussi argumenter et témoigner d'une sensibilité au texte et, plus généralement, à la littérature et aux arts. Le Bulletin officiel du 2 novembre 2006 (no 40) explique l'importance de cette dimension critique :

« la formation d’une pensée critique autonome, au terme de l’enseignement commun obligatoire du français, les lycéens devront être en mesure de lire, comprendre et commenter par eux-mêmes un texte, en repérant les questions de langue, d’histoire, de contexte, d’argumentation et d’esthétique, qui peuvent être pertinentes à son sujet ; ils devront être capables, à partir de leurs lectures, de formuler un jugement personnel argumenté, notamment dans un commentaire ou dans une dissertation. »

En ce sens, le commentaire littéraire constitue, selon Élisabeth Bautier et Jean-Yves Rochex, un « espace personnel de pensée et d’analyse », la « construction d’une expérience du monde et du langage » pour Bertrand Daunay.

### Importance de la culture générale
Un commentaire littéraire ne peut être rédigé sans l'acquisition d'une culture générale et littéraire minimale ; il se doit d'être, dans la limite du texte, le prétexte à présenter ses connaissances afin d'enrichir l'étude par la compréhension du contexte de son écriture, de la connaissance de la biographie de l'auteur et par la mise en parallèle avec les événements historiques et sociaux.
En soi, le commentaire littéraire est, comme la dissertation, un exercice où prime aussi la transversalité des savoirs et la relation avec les autres disciplines, objectif de l'Éducation nationale pour décloisonner les matières. Le Bulletin officiel no 40 de 2006 précise ces attentes transdisciplinaires :

« Discipline carrefour, le français développe les compétences indispensables dans toutes les disciplines. Des relations plus précises seront établies (et indiquées comme telles aux élèves) avec les disciplines suivantes :
- les arts, notamment pour l’étude des genres et registres, de l’histoire culturelle et l’analyse de l’image ;
- les langues anciennes, pour l’étude des genres et registres, de l’histoire littéraire et culturelle, du lexique ;
- les langues vivantes, en particulier dans l’approche des mouvements culturels européens ;
- l’histoire, y compris l’histoire des sciences, pour la construction de problématiques d’histoire culturelle ;
- la philosophie, que les élèves aborderont en terminale, par la réflexion sur les registres, sur l’histoire culturelle et sur la langue, et par la formation au commentaire de texte et à la dissertation. »

## Textes réglementaires relatifs au commentaire littéraire
- Bulletin Officiel no 41, « Programme d'enseignement du français en classe de seconde des séries générales et technologiques », sur education.gouv.fr, 7 novembre 2002

1. ↑  Section « III - Mise en œuvre ».

- Bulletin Officiel no 28, « Programme d'enseignement du français en classe de première des séries générales et technologiques », sur education.gouv.fr, 12 juillet 2001

1. ↑  Section « I - Objectifs ».
2. ↑  Section « VI4. - L'étude de la langue ».

- Bulletin Officiel no 40, « Modification du programme applicable à la rentrée 2007 », sur education.gouv.fr, 2 novembre 2006

1. ↑  « II - Contenus ».
2. ↑  Chapitre « I - Objectifs ».
3. ↑  Section « V - Relations avec les autres disciplines ».

- [PDF] Ministère de la Jeunesse, de l’Éducation nationale et de la Recherche, Direction de l’enseignement scolaire, Littérature, classe terminale de la série littéraire, Centre national de documentation pédagogique, 2002 (lire en ligne)programme applicable à la rentrée 2002

1. ↑  La circulaire continue : « identification du genre, du registre, du mouvement littéraire, du topos, de son enjeu, de sa place dans un réseau inter-textuel. L’acquisition et la maîtrise de ce vocabulaire précis propre à favoriser la « justesse de l’expression » sont des objectifs majeurs de la classe terminale littéraire. La caractérisation exacte d’un texte et la formulation rigoureuse de sa spécificité s’avèrent des compétences indispensables à construire dans un enseignement littéraire », p. 50.
2. ↑  p. 40.

- [PDF] Ministère de la Jeunesse, de l’Éducation nationale et de la Recherche, Direction de l’enseignement scolaire, Littérature, classe terminale de la série littéraire, Centre national de documentation pédagogique, 2007 (lire en ligne)programme applicable à la rentrée 2007

1. ↑  p. 33.
2. ↑  p. 91.
3. ↑  p. 85.
4. ↑  p. 8.
5. ↑  « Les éléments de l’argumentation ont été abordés au collège ; au lycée, ils sont envisagés sur un mode plus analytique. La classe de seconde met surtout en lumière les façons de convaincre et persuader. En classe de première, on insiste sur les formes et pratiques liées à la délibération », p. 9.

- Bulletin Officiel no 3, « Modalités de l'oral à compter de la session 2003 », sur education.gouv.fr, 16 janvier 2003

1. ↑  « L'extrait est tiré d'un des groupements de textes ou d'une des œuvres intégrales étudiées en lecture analytique figurant sur le descriptif des lectures et activités. »
2. ↑  Le candidat doit veiller à amener ses documents étudiés en cours d'année : « Pour l'épreuve, le candidat apporte :
  1. son exemplaire du descriptif des lectures et activités ;
  2. deux exemplaires du manuel en usage dans sa classe ;
  3. un jeu de photocopies des textes ne figurant pas dans le manuel, identique à celui qui a été adressé à l'examinateur ;
  4. deux exemplaires des œuvres intégrales étudiées. ».
3. ↑  Section « II - Définition ».
4. ↑  Section « III - Évaluation de l'épreuve orale ».
5. ↑  Section « Cas particuliers ».

- [PDF] Ministère de l’éducation nationale, Direction de l’enseignement scolaire, Nouvelle épreuve anticipée de français. Annales zéro : commentaires et éléments de corrigé. Texte de présentation, 2002 (lire en ligne)

1. 1 2  p. 3.
2. 1 2  p. 2.
3. ↑  p. 16-25.

## Autres sources utilisées